# Kanton Bernay-Ouest
Der Kanton Bernay-Ouest war von 1985 bis 2015 ein französischer Wahlkreis im Arrondissement Bernay, im Département Eure und in der Region Haute-Normandie; sein Hauptort war Bernay.

## Gemeinden
Der Kanton bestand aus acht Gemeinden und einem Teil der Stadt Bernay:
| Gemeinde                      | Einwohner | Code postal | Code Insee |
| ----------------------------- | --------- | ----------- | ---------- |
| Bernay (teilweise)            | 11.024(1) | 27300       | 27056      |
| Caorches-Saint-Nicolas        | 564       | 27300       | 27129      |
| Courbépine                    | 619       | 27300       | 27179      |
| Malouy                        | 98        | 27300       | 27381      |
| Plainville                    | 205       | 27300       | 27460      |
| Plasnes                       | 618       | 27300       | 27463      |
| Saint-Martin-du-Tilleul       | 269       | 27300       | 27569      |
| Saint-Victor-de-Chrétienville | 376       | 27300       | 27608      |
| Valailles                     | 321       | 27300       | 27667      |

(1) Einwohnerzahl der Gesamtstadt